# ジェファーソン郡区 (アイオワ州ブキャナン郡)
ジェファーソン郡区は、アメリカ合衆国、アイオワ州、ブキャナン郡にある16の郡区の一つである。2000年の国勢調査で、人口は726人だった。

## 地理
ジェファーソン郡区は、93平方キロメートル（36平方マイル)で、Brandonが含まれる。非法人地域のShady Groveが、この郡区の北西端にある。アメリカ地質調査所によると、この郡区はBear Creek SchoolとFirstとJefferson TownshipとShady Grove (過去)の4つの霊園が含まれる。